# Міністерство юстиції Великої Британії
Міністерство юстиції (Мін'юст) — міністерський департамент уряду Його Величності, який очолює державний секретар з питань юстиції та лорд-канцлер. Пріоритетними завданнями міністерства є зниження рівня рецидивної злочинності та захист населення, забезпечення доступу до правосуддя, підвищення довіри до системи правосуддя та захист громадянських свобод громадян.
Міністерство було утворено в травні 2007 року, коли деякі функції міністерства внутрішніх справ були об'єднані з Департаментом з конституційних питань, який замінив Департамент лорда-канцлера у 2003 році.

## Міністри
| Міністр                                                       | Обов'язки |
| ------------------------------------------------------------- | --- |
| Державний секретар юстиції                                    | Здійснює нагляд за всією діяльністю Міністерства юстиції та відповідає за вдосконалення системи кримінального правосуддя та пенітенціарної системи. |
| Міністр з питань кримінального правосуддя та судової політики | Політика правосуддя. |
| Міністр у справах в'язниць та реабілітації                    | - В'язниці та пробація; - Ювенальна юстиція; - Кримінальне право та винесення вироків; - Оперативна та судова робота Національної служби управління правопорушниками (НСУП). |
| Міністр у справах потерпілих та судів                         | - Правова допомога та юридичні послуги; - Королівська судова служба, трибунали та адміністративна юстиція; - Управління громадської опіки, управління судових фондів, офіційний адвокат і громадський опікун; - Цивільне право і правосуддя та сімейне правосуддя; - Реформа коронерської служби та політика поховання; - Комісія з перегляду кримінальних справ; - Управління з питань компенсації за кримінальні травми; - Комісія з питань умовно-дострокового звільнення. |

## Керівники
- Чарльз Фалконер (2007);
- Джек Стро (2007—2010);
- Кеннет Кларк (2010—2012);
- Кріс Грейлінг (2012—2015);
- Майкл Гоув (2015—2016);
- Елізабет Трасс (2016—2017);
- Дэвид Лидингтон (2017—2018);
- Девід Гок (2018—2019);
- Роберт Бакленд (2019—2021);
- Домінік Рааб (2021—2022);
- Брендон Льюїс (2022);
- Домінік Рааб (2022—2023);
- Алекс Чок (2023—н. ч.).